# 디산나야카 무디얀셀라지 자야라트네
디산나야카 무디얀셀라지 자야라트네(싱할라어: දිසානායක මුදියන්සේලාගේ ජයරත්න, 타밀어: திசாநாயக்க முதியன்சேலாகே ஜயரத்ன, 1931년 6월 4일~2019년 11월 19일)는 2010년부터 2015년까지 스리랑카의 총리를 지낸 베테랑 스리랑카의 정치인이었다. 스리랑카 자유당의 창립 멤버인 자야라트네는 1970년에 처음으로 의회에 선출되었다. 그는 2010년 4월 21일에 총리로 취임했다.

## 어린 시절
자야라트네는 1931년 6월 4일에 태어났다. 그는 돌루와 마하 비달라야와 캔디 외곽의 감폴라에 있는 자히라 대학교에서 교육을 받았다. 1951년 솔로몬 반다라나이케에 의해 캔디에서 스리랑카 자유당이 창당된 후 자야라트네는 돌루와 마하 비달라야에서 교사로 일했다. 이후 1960년부터 1962년까지 돌루와에서 우체국장으로 일했다.

## 정치 경력
자야라트네는 돌루와 마을의회의 의원으로 선출되었고, 후에 마을의회의 의장이 되었다. 그는 또한 캔디 디스트릭트 빌리지 의회 의장 협회의 회장이 되었고, 모든 실론 빌리지 의회 연맹의 회원이 되었다.
1970년 총선에서 스리랑카 자유당 후보로 출마해 14,463표를 얻어 통일국민당 (UNP)의 W.P.B. 디사나야케를 꺾었다. 1977년 총선에서 디사나야케에게 패배하여 8명의 SLFP 의원만 의회로 복귀하였다. 그는 1989년 캔디 선거구에서 다시 국회의원으로 재선되었다. 그는 54,290표를 얻어 캔디 선거구에서 SLFP 후보 1위를 차지했다.
1994년 인민연합에 의해 의회에 재선된 자야라트네는 찬드리카 쿠마라퉁가 대통령에 의해 농림부 장관으로 임명되어 처음으로 입각하였다. 그는 인민통일전선 사무총장과 스리랑카 자유당 수석부주석 등 여러 고위 당직을 역임했다.

### 총리직
2010년 총선에서 통일인민자유동맹의 선거 승리에 이어, 2010년 4월 21일 SLFP의 최고 고위 당원인 자야라트네가 총리로 취임했다. 스리랑카 헌법에 따르면 총리의 역할은 주로 의례적인 직책이다. 그것과 함께, 그는 또한 부처 사사나 (불교)와 종교 사무도 맡았다.

## 개인 생활
자야라트네에게는 세 명의 자녀가 있었다. 그의 막내 아누라다 자야라트네는 국무장관이자 국회의원이며, 그의 딸은 인도 마니팔 캠퍼스의 마니팔 대학교를 졸업했다.